# Мєдников Іван Семенович
Іван Семенович Мєдников (1 грудня 1917, село Ловать Жиздрінського повіту Калузької губернії, тепер Хвастовицького району Калузької області, Російська Федерація — 31 січня 2001, місто Москва) — радянський військовий політпрацівник, член Військової Ради — начальник Політичного управління Групи радянських військ у Німеччині, член Військової Ради — начальник Політичного управління Прибалтійського військового округу, генерал-полковник (4.11.1973). Член Центральної Ревізійної Комісії КПРС у 1976—1981 роках. Депутат Верховної Ради СРСР 9—10-го скликань.

## Життєпис
Народився в селянській родині. Закінчив сільську школу. Працював у колгоспі, був директором маслозаводу.
У Червоній армії з 1938 року. Був призваний Хвастовицьким районним військкоматом. Службу проходив в артилерійській частині в гарнізоні міста Тули. У 1939 році, як відмінник бойової і політичної підготовки та кандидат в члени ВКП(б) був направлений на навчання до Івановського військово-політичного училища.
Член ВКП(б) з 1940 року.
У січні 1941 року закінчив Івановське військово-політичне училище.
Для проходження служби отримав призначення на посаду політрука артилерійської батареї 172-ї стрілецької дивізії в місті Тулі. Але вже в травні 1941 року був переведений на посаду політрука артилерійської батареї 229-ї стрілецької дивізії в місті Ногінську Московської області.
Учасник німецько-радянської війни з червня 1941 року. Служив військовим комісаром протитанкової батареї 229-ї стрілецької дивізії 60-го стрілецького корпусу в районі Вітебська та Смоленська. У жовтні 1941 року на південь від В'язьми дивізія потрапила в оточення, але політруку Мєдникову вдалося вийти з оточення. Надалі брав участь в боях під Москвою, був поранений. З червня 1942 року служив інструктором, помічником начальника політичного відділу 247-ї стрілецької дивізії (2-е формування) з обліку партійно-комсомольських документів. З березня 1943 по 1945 рік — старший інструктор із комсомольської роботи, помічник начальника політичного відділу 16-ї (з травня 1943 року — 11-ї гвардійської) армії 1-го Прибалтійського та 3-го Білоруського фронтів. Після війни продовжив службу в армії на військово-політичних посадах.
У 1948—1950 роках — заступник командира полку із політичної частини.
У 1949 році закінчив Військово-політичну академію імені Леніна.
У 1954—1956 роках — начальник політичного відділу дивізії. У 1956—1958 роках — на політичній роботі в Групі радянських військ в Німеччині.
У 1958—1964 роках — в Головному політичному управлінні Радянської армії і Військово-морського флоту. У 1962—1963 роках, під час Карибської кризи, перебував в групі радянських військових на Кубі.
У 1964—1970 роках — 1-й заступник начальника Політичного управління Прибалтійського військового округу.
У серпні 1970 — грудні 1971 року — член Військової Ради — начальник Політичного управління Прибалтійського військового округу.
У грудні 1971 — січні 1981 року — член Військової Ради — начальник Політичного управління Групи радянських військ у Німеччині.
У січні 1981 — грудні 1983 року — член Військової Ради — начальник Політичного управління Прибалтійського військового округу.
З грудня 1983 року — у відставці в Москві.
Помер 31 січня 2001 року. Похований в Москві на Троєкуровському цвинтарі.

## Військові звання
- полковник
- генерал-майор (9.05.1961)
- генерал-лейтенант (21.02.1969)
- генерал-полковник (4.11.1973)

## Нагороди
- орден Леніна
- орден Трудового Червоного Прапора
- два ордени Червоного Прапора (25.07.1944,)
- два ордени Вітчизняної війни І ст. (2.05.1945, 6.04.1985)
- орден Вітчизняної війни ІІ ст. (24.04.1944)
- два ордени Червоної Зірки (31.12.1942,)
- орден «За службу Батьківщині у Збройних Силах СРСР» ІІ ст.
- орден «За службу Батьківщині у Збройних Силах СРСР» ІІІ ст.
- медаль «За бойові заслуги» (12.09.1942)
- медалі